# خليفة بن راشد بن عبد الله آل خليفة
الشيخ خليفة بن راشد بن عبدالله آل خليفة ، قانوني بحريني، رئيس المحكمة الدستورية السابق خلال الفترة 26 سبتمبر 2013 حتى 16 يونيو 2022 وكان سابقاً نائباً لرئيس المجلس الأعلى للقضاء ورئيساً لمحكمة التمييز خلال الفترة 23 ديسمبر 2003 خلال 26 سبتمبر 2013.

## عن حياته
حصل في سنة 1979 على ليسانس حقوق من كلية الحقوق بدولة الكويت
في سنة 1980 التحق للعمل بوزارة العدل والشؤون الاسلامية بصفته باحث قانوني.
وفي سنة 1982 عُين قاضياً في المحكمة المدنية الصغرى. 
وفي سنة 1986 عُين قاضياً في محكمة الأمور المستعجلة.
وفي سنة 1990 عُين قاضياً في محكمة الجنايات.
وفي سنة 1991 عُين رئيساً للمحكمة الكبرى المدنية. 
وفي سنة 1996 عُين قاضياً في محكمة الاستئناف العليا المدنية.
وفي 21 مارس 2001 عُين رئيساً لمحكمة الاستئناف العليا المدنية. 
وفي 23 ديسمبر 2003 صدر أمر ملكي بتعينه رئيساً لمحكمة التمييز بدرجة وزير وكما أصبح بصفته رئيساً لمحكمة التمييز نائباً لرئيس المجلس الأعلى للقضاء وشغل المنصبين حتى 26 سبتمبر 2013. 
وفي 26 سبتمبر 2013 صدر أمر ملكي بتعينه رئيساً للمحكمة الدستورية بدرجة وزير لمدة 5 سنوات  وفي 24 سبتمبر 2018 صدر أمر ملكي بتجديد تعينه في المنصب وشغل المنصب حتى 16 يونيو 2022. 